# 尼泊尔共产党（火炬） (2006年)
尼泊尔共产党（火炬）是尼泊尔的一个共产主义政党。该党成立于2006年，分裂自尼泊尔共产党（团结中心—火炬）。该党成立之初，也取名为尼泊尔共产党（团结中心—火炬），后改现名。该党有一个下属群众组织：全国人民阵线。